# Punct (revistă)
Punct. Revistă de artă constructivistă internațională a fost o revistă literară românească de avangardă condusă de Scarlat Callimachi, editată de Victor Brauner și tipărită la București în 16 numere (dintre care primul publicat sub formă de poster) între martie 1924 și aprilie 1925. Revista era consacrată curentului numit constructivism. 
Printre scriitorii și artiștii care au contribuit la revistă se numără Scarlat Callimachi, Dida Solomon-Callimachi, Victor Brauner, Ilarie Voronca, Tristan Tzara, Ion Vinea, Stephan Roll, Mihail Cosma, Marcel Janco, Philippe Soupault, Georges Linze, Kurt Schwitters, etc.